# Jazmyne Avant
Jazmyne Avant (* 30. Januar 1990 in Dallas, Texas) ist eine US-amerikanische Fußballspielerin.

## Karriere
Nachdem sie Anfang 2012 an der Saisonvorbereitung des Sky Blue FC teilgenommen hatte, spielte Avant nach der Auflösung der WPS in der WPSL Elite bei New York Fury und kam dort in zehn Ligaspielen zum Einsatz. Im Februar 2013 wurde sie vom Portland Thorns FC verpflichtet, ihr Ligadebüt gab sie dort am 4. Mai 2013 gegen Washington Spirit. Im Juni 2013 wurde ihr Vertrag in Portland aufgelöst, Avant schloss sich in der Folge dem Ligakonkurrenten Boston Breakers an, bei dem sie bis zum 24. Juli 2014 unter Vertrag stand. In der Saison 2015 stand sie vereinzelt als Amateurspielerin im Kader der Houston Dash, kam jedoch zu keinem Einsatz.